# L'Idole verte
L'Idole verte est le 24e roman de la série Bob Morane, écrit par Henri Vernes et publié en 1957 par les éditions Gérard et Cie dans la collection Marabout junior (n°110).

## Principaux personnages
- Bob Morane
- Bill Ballantine : ami de Bob Morane et son compagnon d'aventures depuis toujours.
- Lil Haston : Américaine. Elle monte une expédition en Amérique du Sud pour tenter de retrouver son père, disparu depuis cinq ans.
- Douglas Haston : archéologue américain. Disparait après avoir tenté de rechercher un temple inca dans la forêt amazonienne de l'Équateur.
- Melvin Stanton : compagnon d'aventures de Douglas Haston. Tué par les Jivaros Yaupis.
- Ti : chef des Jivaros Moronas.
- Manuel Abraz : chef du poste-frontière d'Alcantara, à la limite de l'Équateur et du Brésil.

- Manoel : pilleur de tombes. Tente de s'emparer de l'Idole verte.
- Joao : complice de Manoel.
- Miguel : complice des précédents. Ivrogne.

## Résumé
Bob Morane et Bill Ballantine font une escale à Iquitos alors qu'ils travaillent sur un reportage sur le fleuve Amazone pour le magazine Reflets. 
Ils y font la rencontre de la jeune Lil Haston, qui cherche de l'aide pour retrouver son père, disparu il y a cinq ans alors qu'il tentait de découvrir les vestiges d'un temple inca aux abords du río Pastaza en Équateur. Bob et Bill acceptent de l'aider et s'engagent sur le territoire des redoutables Jivaros Yaupis, irréductibles Indiens qui n'y laissent entrer personne. 
Après un voyage semé d'embûches, ils retrouvent le temple inca, perdu dans la jungle et abritant une idole verte érigée par des Incas en fuite devant les Espagnols au XVIe siècle. C'est dans ce temple que le père de Lil, le colonel Douglas Haston, s'est réfugié depuis cinq ans, à l'abri d'une éventuelle attaque des Jivaros. Le groupe doit affronter, en plus des Yaupis, des pilleurs de tombes sans scrupule.